# Spotkanie w Bajce
Spotkanie w Bajce – polski film obyczajowy z 1962 roku w reżyserii Jana Rybkowskiego.

## Fabuła
Odsłonięcie w małym prowincjonalnym miasteczku pomnika majora poległego w walkach z powojennymi „bandami”, staje się okazją do przypadkowego spotkania trojga ludzi: miejscowej nauczycielki – Teresy, przyjezdnego lekarza – Pawła (podkomendnego poległego majora) i pianisty z Warszawy – Wiktora (koncertującego podczas uroczystości odsłonięcia monumentu). Spotkanie ma miejsce w miejscowej kawiarni o nazwie „Bajka” i jak się okazuje, cała trójka ma wspólną przeszłość – Paweł jest byłym mężem Teresy, którego ta opuściła przed laty dla Wiktora. 

## Role
- Aleksandra Śląska – Teresa
- Gustaw Holoubek – Paweł
- Andrzej Łapicki – Wiktor
- Teresa Iżewska – Ewa
- Maria Wachowiak – kelnerka
- Mieczysław Pawlikowski – przewodniczący MRN
- Aleksander Fogiel – pracownik MRN
- Beata Barszczewska – Krysia, córka Teresy
- Magdalena Zawadzka – córka przewodniczącego MRN
- Stanisław Niwiński – kierowca ciężarówki

## Plenery
- Sandomierz